# Eliza Piechowska
Eliza Piechowska, właściwie Feliksa Piechowska, de domo Hryszko (ur. 21 stycznia 1934 w Bombli koło Sokółki, zm. 26 stycznia 2019 w Białymstoku) – polska aktorka-lalkarka.

## Życiorys

### Wykształcenie oraz praca zawodowa
Eliza Piechowska urodziła się we wsi Bombla niedaleko Sokółki jako Feliksa Hryszko. Później przyjęła pseudonim artystyczny „Eliza”. Wraz z rodziną zamieszkała w Białymstoku, gdzie ukończyła jedno z białostockich liceów. W 1953 roku zgłosiła się do pracy w powstającym w Białymstoku Teatrze Lalek „Świerszcz” (obecnie Białostocki Teatr Lalek). Zatrudniono ją na stanowisko pracownika administracji. Następnie w latach 1955–1961 była adeptem sztuki lalkarskiej. Pełnoprawnym aktorem-lalkarzem została w 1961 roku, kiedy zdała egzamin przed komisją Związku Artystów Scen Polskich. Aktorka przez krótki czas wykładała w warszawskiej Państwowej Wyższej Szkole Teatralnej na Wydziale Sztuki Lalkarskiej w Białymstoku. Artystka zakończyła pracę w Białostockim Teatrem Lalek w 1985 roku, przechodząc na wcześniejszą emeryturę.
Eliza Piechowska budowała świetność teatru, w którym pracowała. Przez całą swoją karierę teatralną posiadała status gwiazdy białostockiej sceny lalkowej. Na deskach Białostockiego Teatru Lalek brylowała wraz ze swoją przyjaciółką Krystyną Matuszewską (matka aktorki-lalkarki Jolanty Rogowskiej). Aktorka grała w spektaklach dziecięcych oraz przeznaczonych dla widzów dorosłych. Kreowała niezapomniane role w bogatym repertuarze, stając się ulubienicą i młodszej, i starszej publiczności. Zachwycała swoją urodą i talentem aktorsko-animacyjnym. Za pracę zawodową była wielokrotnie nagradzana i odznaczana, między innymi: Brązową Odznaką „Zasłużony Białostocczyźnie”, Odznaką „Zasłużony Działacz Kultury” oraz Srebrną Odznaką „Zasłużony Białostocczyźnie”. Należała przez wiele lat do Polskiego Ośrodka Lalkarskiego POLUNIMA.

### Życie prywatne
Eliza Piechowska była żoną Janusza Piechowskiego (1935–2010) – aktora, który pełnił też przez kilka lat funkcję zastępcy dyrektora Teatru Dramatycznego im. Aleksandra Węgierki w Białymstoku. Jej córką jest Barbara Piechowska – filolog, redaktor i korektor. Natomiast wnukiem Konrad Szczebiot – teatrolog, krytyk teatralny, historyk teatru.
Aktorka przez ostatnie lata życia zmagała się z ciężką i nieuleczalną chorobą (stwardnienie zanikowe boczne). Zmarła 26 stycznia 2019 roku w Białymstoku. Miała 85 lat. Msza żałobna odbyła się 30 stycznia w białostockim Starym Kościele Farnym. Artystka została pochowana na cmentarzu rzymskokatolickim w Dojlidach.

## Teatr

### Wybrane spektakle
- „Igiełka bohaterem?”, Zbigniew Kopalko, reż. Zbigniew Kopalko, jako Igiełka, Androna
- „O straszliwym smoku i dzielnym szewczyku, prześlicznej królewnie i królu Gwoździku”, Maria Kownacka, reż. Krzysztof Rau, jako Kot, Ochmistrzyni
- „Cybernetyczny pies”, Elżbieta Burakowska, Jan Wilkowski, reż. Jan Wilkowski, jako Kłapciaty

## Odznaczenia
- Brązowa Odznaka „Zasłużony Białostocczyźnie” (1973)
- Odznaka „Zasłużony Działacz Kultury” (1975)
- Srebrna Odznaka „Zasłużony Białostocczyźnie” (1977)